# Louie, Go Home
Singles de Paul Revere and the Raiders
Louie Louie
(1963) Over You
(1964)
Louie, Go Home est une chanson du groupe de rock américain Paul Revere and the Raiders. Écrite par Paul Revere et Mark Lindsay (en) comme une réponse à Louie Louie, elle est sortie en single en mars 1964.

## Histoire
En l'espace d'une semaine en 1963, deux groupes rivaux de Portland enregistrent une reprise de Louie Louie, une chanson de rhythm and blues de 1955 : les Kingsmen d'une part, Paul Revere and the Raiders d'autre part. La version des Raiders rencontre un franc succès dans le Nord-Ouest des États-Unis, mais c'est celle des Kingsmen qui devient un tube national à la fin de l'année.
Pour leur single suivant, les Raiders demandent à Richard Berry, l'auteur de Louie Louie, de leur fournir une autre chanson. Berry leur aurait offert Have Love, Will Travel, mais en fin de compte, le chanteur des Raiders Mark Lindsay (en) et le claviériste Paul Revere décident d'écrire eux-mêmes une chanson, ce qui donne Louie, Go Home. Elle sort en 45 tours en mars 1964 avec la composition de Berry en face B.
Deux ans plus tard, en 1966, Paul Revere and the Raiders enregistrent une nouvelle version de Louie, Go Home pour leur album Midnight Ride. Cette deuxième incarnation de la chanson abandonne le rhythm and blues de l'originale pour un son plus rock : le tempo est accéléré et le saxophone laisse la place à la guitare électrique dans l'introduction. Cette évolution reflète l'impact de la British Invasion sur les groupes de musique américains.

## Reprises
Louie, Go Home a été reprise par :
- Davy Jones with the King Bees en face B du single Liza Jane, sous le titre Louie, Louie Go Home, en 1964[4] ;
- The Who sous le titre Lubie (Come Back Home) en 1965, parue en 1985 sur la compilation Who's Missing (en)[5] ;
- The Fireballs (en) sur l'album Come On, React! en 1969 ;
- The A-Bones (en) en single en 1993 ;
- The Chesterfield Kings (en) avec Mark Lindsay en face B du single Where Do We Go from Here en 1999.